# 広島三次ワイナリー
広島三次ワイナリー (ひろしまみよしワイナリー) は、広島県三次市にあるワイナリー及び、それに付帯する観光施設である。
1994年7月21日開業。ワイナリーに観光施設やワインを中心とした土産物屋が併設されている。ワインの生産が盛んな三次市において、情報発信の中心となっている。
三次市・ＪＡひろしま等の出資による第三セクター。

## 施設
- カフェ・ヴァイン
- ワイン館
- ワイン工場(製造ライン見学可)
- 物産館(土産、ワイン無料試飲)
- バーベキューガーデン
- 芝生広場
- 研修室

## 受賞歴
「日本ワインコンクール（Japan Wine Competition）」
- 第13回 2015年（平成27年）金賞受賞[4]
  - 国内改良・赤、コストパフォーマンス賞「TOMOE マスカット・ベリーＡ 木津田ヴィンヤード 2013」
- 第16回 2018年（平成30年）金賞受賞[5]
  - 欧州系・白「TOMOEシャルドネ新月」
- 第18回 2022年（令和4年）金賞受賞[6]
  - 欧州系・白「TOMOÉシャルドネ待月 2020」

## アクセス
- 中国自動車道 三次インターチェンジより車で約3分[7]
- 尾道自動車道・松江自動車道 三次東インターチェンジより車で約15分
- JR三次駅より車で約6分
- 「三次ワイナリー」バス停 下車
  - 敷名（廻神）線（備北交通[8]）：三次駅前方面 / 川西郷の駅・三和支所方面
  - 敷名（志和地）線（備北交通）：三次駅前方面 / 志和地駅前・三和支所方面
  - 三城線（三次中央病院経由）（備北交通）：三次駅前方面 / 尾引坂・庄原駅方面
  - 甲山・三次線（中国バス[9]）：三次駅前方面 / 三良坂・吉舎・甲山営業所方面
  - 高速バス 広島 - 三次 - 庄原 - 東城線（備北交通・広島電鉄）：広島バスセンター方面
- 市立三次中央病院から徒歩約10分